# Shanghu (sockenhuvudort i Kina, Xinjiang Uygur Zizhiqu, lat 46,64, long 83,82)
Shanghu (kinesiska: 上户, 上户乡) är en sockenhuvudort i Kina. Den ligger i den autonoma regionen Xinjiang, i den nordvästra delen av landet, omkring 430 kilometer nordväst om regionhuvudstaden Ürümqi. Antalet invånare är 10 093. Befolkningen består av 4 703 kvinnor och 5 390 män. Barn under 15 år utgör 19,0 %, vuxna 15-64 år 75 %, och äldre över 65 år 4,0 %.
Runt Shanghu är det ganska glesbefolkat, med 22 invånare per kvadratkilometer. Närmaste större samhälle är Jiaoqu, 18,7 km sydväst om Shanghu. Trakten runt Shanghu består till största delen av jordbruksmark.
Genomsnittlig årsnederbörd är 330 millimeter. Den regnigaste månaden är juli, med i genomsnitt 49 mm nederbörd, och den torraste är februari, med 15 mm nederbörd.